# Ґродзисько (Плешевський повіт)
Ґродзисько (пол. Grodzisko, нім. Groden) — село в Польщі, у гміні Плешев Плешевського повіту Великопольського воєводства.
Населення — 635 осіб (2011).
У 1975-1998 роках село належало до Каліського воєводства.

## Демографія
Демографічна структура станом на 31 березня 2011 року:
|          | Загалом | Допрацездатний вік | Працездатний вік | Постпрацездатний вік |
| -------- | ------- | ------------------ | ---------------- | -------------------- |
| Чоловіки | 314     | 70                 | 218              | 26                   |
| Жінки    | 321     | 62                 | 192              | 67                   |
| Разом    | 635     | 132                | 410              | 93                   |